# Santebal
A Santebal, termo quemer que significa "guardião da paz", foi um ramo do Quemer Vermelho no Camboja. A Santebal era responsável por segurança interna e administração dos campos, como Tuol Sleng (S-21), onde milhares de prisioneiros foram torturados e mortos. A Santebal já era parte essencial do Quemer Vermelho anos antes deste tomar o Camboja, em 1975, e foi durante a maior parte do regime comandada por Kank Kek Iav.

## História
Em 1975, quando o Quemer Vermelho toma o poder no Camboja, a Santebal cria diversas prisões em Phnom Penh, e no interior. As prisões, criadas para eliminar quaisquer pessoas que fossem consideradas inimigas da revolução foram povoadas com  minorias étnicas (como chineses, Cham e vietnamitas) e inimigos políticos. Em 1976, Kaing Guek Eav (mais conhecido como "Camarada Duch") é promovido a comandante da Santebal, e a escola de Tuol Sleng, em Phnom Penh, começa a ser usada como prisão (nomeada de S-21), podendo comportar até 1500 prisioneiros, e onde 20 000 pessoas foram presas durante os 3 anos do poder do Quemer Vermelho.
Após 1975, a Santebal começou a perseguir participantes do regime de Lon Nol, bem como intelectuais, membros do clérigo budista, comerciantes, e os chamados "inimigos externos", como os americanos e os vietnamitas. Depois, a perseguição se dirigiu a todos os cidadãos que se recusaram a adotar as ordens do partido, como a coletivização obrigatória, ou que protestaram de alguma forma contra o novo regime. Eventualmente, a Santebal começaria a prender os "inimigos do futuro", isto é, qualquer soldado ou cidadão que mostrasse sinais de se alinhar com ideologias consideradas anti-revolução.
Diferentemente de outros países socialistas da época, como China, Vietnã e URSS, a perseguição étnica e o ódio racial suplantaram a ideia da luta de classes, que foram em parte responsáveis pela queda do regime.
Duch foi julgado posteriormente, e condenado por crimes contra a humanidade, entre homicídio, escravização, tortura, perseguição política e estupro. Ele foi também condenado por crimes de guerra, como tortura, e negação de julgamento justo para prisioneiros de guerra, e foi condenado a uma sentença de 35 anos no total.